# سامسونج جالكسي جراند برايم
سامسونج جالكسي جراند برايم، (بالإنجليزية: Samsung Galaxy Grand Prime)‏ هو هاتف ذكي أنتجته شركة سامسونج في نوفمبر من العام 2014.

## المواصفات

### الشاشة
الشاشة بقياس 5 بوصات، تعمل بتقنية TFT، ودقة عرض 540x960 بكسل. ولدى الشاشة تقنيات: جهاز قياس التسارع، وأجهزة أخرى لقياس الإضاءة والتوازن والبعد.

### نظام التشغيل والمعالجة والذاكرة
الجهاز يعمل بنظام أندرويد 4.4 المسمى بأندرويد كتكات، أما المعالج فهو من نوع كوالكوم وسرعته 1.2 جيجاهرتز رباعي النوى، ومعالج الرسوميات هو أدرينو 320، أما الذاكرة الداخلية للجهاز فهي بسعة 8 جيجابايت، وذاكرة الرام بسعة 1 جيجابايت، والجهاز قادر على استقبال ذاكرة خارجية بسعة 64 جيجابايت.

### الكاميرا
الكاميرا الخلفية للجهاز بدقة 8 ميجابكسل، ودقة تصوير الفيديو فيها هو 1080 بكسل (Full HD)، ومن ميزاتها: التركيز الآلي، وتمييز الابتسامة، وفلاش LED، والتصوير البانورامي.
الكاميرا الأمامية دقتها 5 ميجابكسل، ودقة تصوير الفيديو فيها هي 1080 بكسل.

### الصوتيات
نظام الصوتيات للجهاز هو Android media player، ويشغل بصيغ MP3 و MP4 وWAV، وWMV، والجهاز قادر على تسجيل الأصوات، ومن تقنياته تعزيز الصوت الجهوري.

### الإنترنت
يمكن للجهاز أن يتصل بالإنترنت، وأن يتصل بالواي فاي كذلك، ومن الميزات في هذا المجال الواي فاي ثنائي الحزمة، ومتصفح الإنترنت فيه هو Android Browser، ومن تقنيات التراسل فيه: POP3 وMMS.

### الاتصال
الجهاز من الجيل الثالث والنصف، ويمكنه الاتصال بطريقة الفيديو، وفيه بلوتوث من الإصدار الرابع، وإصدار اليو إس بي فيه هو الثاني.

### جسم الجهاز
أبعاد الجهاز هي: 8.6 مليمتر سمكا، و144.8 طولا، و72.1 عرضا، وكتلة الجهاز هي 156 غرام.

### باقي المواصفات
الجهاز يشغل راديو إف إم، وبطارية الجهاز بسعة 2600 ملي أمبير، ومدخل سماعة الرأس فيه بسمك 3.5 مليمتر.